# Stanisław Mazak
Stanisław Mazak (ur. 1 sierpnia 1906 w Starym Siole, zm. 23 kwietnia 1988 w Polskim Świętowie) – polski duchowny katolicki, Sprawiedliwy wśród Narodów Świata, pszczelarz i historyk pszczelarstwa.

## Biografia
Absolwent Wydziału Teologicznego Uniwersytetu Jana Kazimierza we Lwowie. Święcenia kapłańskie otrzymał w 1933 we Lwowie. Do wojny pracował w parafiach w Baryszu i Porchowej. We wrześniu 1939 kapelan w randze kapitana w szpitalu polowym nr 606 w Tarnopolu. Na początku okupacji znalazł się w Krakowie, gdzie zaangażował się konspirację. Po zajęciu Kresów Wschodnich przez Niemcy wrócił do archidiecezji lwowskiej. Początkowo był wikariuszem w parafii Szczurowice, a od 1943 roku jej administratorem. 
W Szczurowicach również zaangażował się w działalność konspiracyjną. Jednocześnie założony przez niego komitet pomocowy opiekował się uchodźcami z Wołynia, głodującymi nauczycielami oraz wysyłał paczki dla polskich żołnierzy w niemieckiej niewoli. Swoich parafian zachęcał do niesienia pomocy Żydom, sam też takiej pomocy udzielał, m.in. dostarczając małżeństwu Wechslerów tzw. aryjskie papiery. W 1984 został za to uhonorowany tytułem Sprawiedliwy wśród Narodów Świata. 
Jesienią 1944 z powodu zagrożenia ze strony ukraińskich nacjonalistów przeniósł się do Łopatyna. Od listopada 1945 w parafiach na Śląsku Opolskim: w Kamienniku, Goworowicach i Szklarach. Od listopada 1947 do 1973 proboszcz parafii w Polskim Świętowie. Od 1957 dziekan Dekanatu Głuchołazy. 
Zajmował się również pszczelarstwem oraz jego historią. Był m.in. współautorem książek o Janie Dzierżonie, zwanym „ojcem współczesnego pszczelarstwa”: Jan Dzierżon studium monograficzne oraz Polskie pamiątki rodu Dzierżoniów.
W 1973 roku przeszedł na emeryturę. Zmarł 23 kwietnia 1988 roku w Polskim Świętowie. Pochowany na cmentarzu św. Jadwigi Śląskiej w Pszczynie.

## Odznaczenia
- Krzyż Zasługi AK
- Krzyż Kawalerski Polonia Restituta
- Sprawiedliwy wśród Narodów Świata